# İbrahimşehir, Şehitkamil
İbrahimşehir là một xã thuộc huyện Şehitkamil, tỉnh Gaziantep, Thổ Nhĩ Kỳ.